# LG3D
Pour les articles homonymes, voir Looking Glass.
LG3D (de 3D Looking Glass) est un projet de logiciel libre sous licence GPL visant la réalisation d'un environnement graphique complètement 3D.
Ce projet, sponsorisé par Sun Microsystems, est développé en Java. Il ne reste qu'à un stade expérimental (et donc relativement instable). Parmi les développeurs de Sun on retrouve Hideya Kawahara, 33 ans, qui a développé à l'origine le projet sur son portable Linux pendant son temps libre.
La première démonstration publique remonte au 5 août 2003, avant d'être considéré comme abandonné depuis la fin 2006, certains de ses développeurs ayant rejoint le projet Open Wonderland.

## État actuel
Le Projet Looking Glass est très limité : les développements se sont jusqu'à présent orientés vers la possibilité de lancer des applications du X Window System sans modification.
L'idée est alors de s'orienter vers la réalisation d'applications 3D, sans que les API ne deviennent prêtes et stables.
Grâce au langage Java, il est disponible sur Windows, Linux ou encore Solaris, mais l'intégration des applications existantes dans l'environnement n'est possible que sous Linux et Solaris.

## Vidéos
- (en) Vidéo officielle
- (en) Xtreme Tech show video